# Radiació de partícules

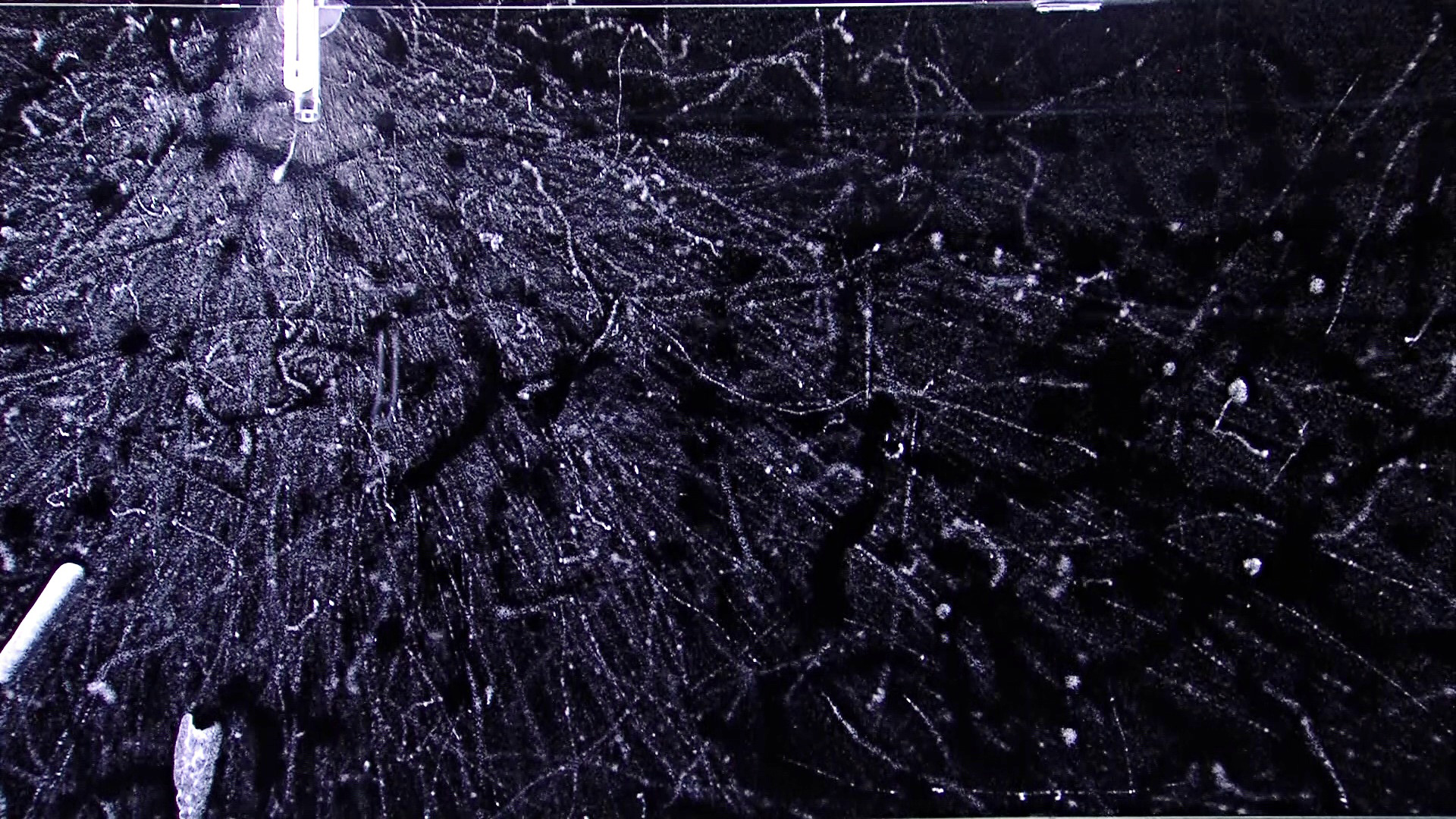
Radiació beta detectada en una cambra de núvols d'isopropanol (després de la inserció d'una font artificial d'estronci-90)

La radiació de partícules és l'emissió d'energia mitjançant partícules subatòmiques de moviment ràpid. La radiació de partícules es coneix com un feix de partícules si totes les partícules es mouen en la mateixa direcció, de manera similar a un feix de llum.
A causa de la dualitat ona-partícula, totes les partícules en moviment també tenen caràcter ondulatori. Les partícules d'energia més alta presenten més fàcilment característiques de partícules, mentre que les partícules d'energia més baixa presenten més fàcilment característiques ondulatòries.

## Tipus i producció
Les partícules poden estar carregades o no carregades elèctricament:
La radiació de partícules pot ser emesa per un nucli atòmic inestable (via desintegració radioactiva), o pot ser produïda a partir d'algun altre tipus de reacció nuclear. Es poden emetre molts tipus de partícules:
- protons i altres nuclis d'hidrogen despullats dels seus electrons
- partícules alfa carregades positivament (α), equivalents a un nucli d'heli-4
- ions d'heli a alts nivells d'energia
- Ions HZE, que són nuclis més pesats que l'heli
- partícules beta carregades positivament o negativament (positrons d'alta energia β+ o electrons β-; aquests últims són més comuns)
- electrons d'alta velocitat que no provenen del procés de desintegració beta, sinó d'altres com la conversió interna i l'efecte Auger
- neutrons, partícules subatòmiques que no tenen càrrega; radiació de neutrons
- neutrins
- mesons
- muons

Els mecanismes que produeixen radiació de partícules inclouen:
- desintegració alfa
- Efecte de barrena
- decadència beta
- decadència del clúster
- conversió interna
- emissió de neutrons
- fissió nuclear i fissió espontània
- fusió nuclear
- col·lisionadors de partícules en què s'aixafen corrents de partícules d'alta energia
- emissió de protons
- erupcions solars
- esdeveniments de partícules solars
- explosions de supernova
- A més, els raigs còsmics galàctics inclouen aquestes partícules, però moltes provenen de mecanismes desconeguts

Les partícules carregades (electrons, mesons, protons, partícules alfa, ions HZE més pesats, etc.) es poden produir mitjançant acceleradors de partícules. La irradiació iònica s'utilitza àmpliament a la indústria dels semiconductors per introduir dopants als materials, un mètode conegut com a implantació iònica.
Els acceleradors de partícules també poden produir feixos de neutrins. Els feixos de neutrons són produïts majoritàriament per reactors nuclears.

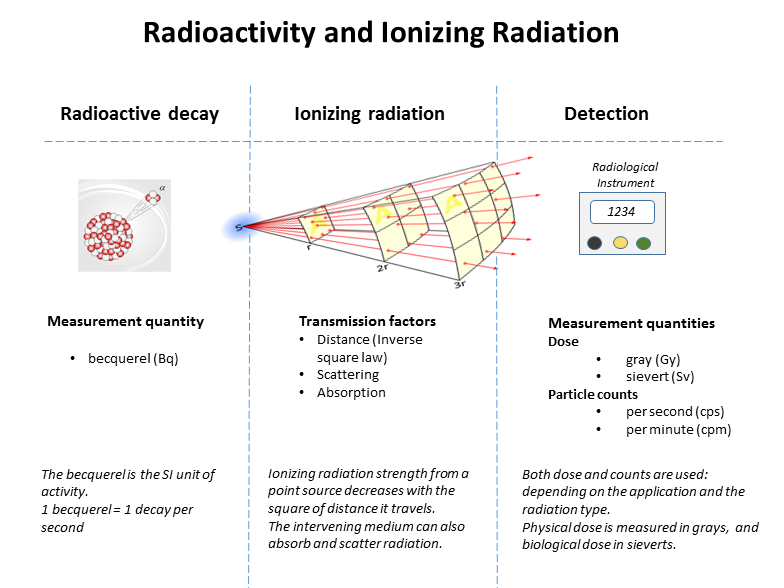
Gràfic que mostra les relacions entre la radioactivitat i la radiació ionitzant detectada

## El pas per la matèria
En protecció contra la radiació, la radiació sovint es divideix en dues categories, ionitzants i no ionitzants, per indicar el nivell de perill que suposa per als humans. La ionització és el procés d'eliminació d'electrons dels àtoms, deixant enrere dues partícules carregades elèctricament (un electró i un ió carregat positivament). Els electrons carregats negativament i els ions carregats positivament creats per la radiació ionitzant poden causar danys al teixit viu. Bàsicament, una partícula és ionitzant si la seva energia és superior a l'energia d'ionització d'una substància típica, és a dir, uns quants eV, i interacciona amb els electrons de manera significativa.
Segons la Comissió Internacional de Protecció contra les Radiacions No Ionitzants, les radiacions electromagnètiques des de l'ultraviolat fins a l'infraroig, fins a la radiació de radiofreqüència (inclòs el microones), els camps elèctrics i magnètics estàtics i variables en el temps i els ultrasons pertanyen a les radiacions no ionitzants.
Les partícules carregades abans esmentades pertanyen a les radiacions ionitzants. En passar per la matèria, s'ionitzen i, per tant, perden energia en molts petits passos. La distància fins al punt on la partícula carregada ha perdut tota la seva energia s'anomena rang de la partícula. El rang depèn del tipus de partícula, la seva energia inicial i el material que travessa. De la mateixa manera, la pèrdua d'energia per unitat de longitud del camí, la "potència de parada", depèn del tipus i l'energia de la partícula carregada i del material. El poder de parada i, per tant, la densitat d'ionització, sol augmentar cap al final del rang i assoleix un màxim, el pic de Bragg, poc abans que l'energia caigui a zero.